# Liste der denkmalgeschützten Objekte in Traismauer
Die Liste der denkmalgeschützten Objekte in Traismauer enthält die 55 denkmalgeschützten, unbeweglichen Objekte der Stadt Traismauer im niederösterreichischen Bezirk St. Pölten-Land.

## Denkmäler
| Foto  |                 | Denkmal | Standort                                                                      | Beschreibung | Metadaten |
| ----- | --------------- | --- | ----------------------------------------------------------------------------- | --- | --- |
| ja    | Datei hochladen | Bildstock Gatterkreuz HERIS-ID: 61351 Objekt-ID: 73764                                                                           | Gatterkreuzweg 9, westlich von Standort KG: Frauendorf                        | Das in der zweiten Hälfte des 19. Jahrhunderts errichtete Gatterkreuz ist ein gemauerter Pfeilerbildstock mit vier Bildnischen (Gnadenstuhl, gekreuzigter Heiland, Auferstehung, Madonna in der Weinlaube). | BDA-Hist.: Q38095587 Status: § 2a Stand der BDA-Liste: 2025-06-30 Name: Bildstock Gatterkreuz GstNr.: 972 |
| ja    | Datei hochladen | Bildstock HERIS-ID: 61350 Objekt-ID: 73763                                                                                       | bei Lichterweg 1 Standort KG: Frauendorf                                      | Das sogenannte Dorfmarterl in Frauendorf, eine Rundsäule aus der ersten Hälfte des 18. Jahrhunderts, trägt auf ihrem Kapitell eine würfelförmige Aufmauerung mit vier Bildnischen. Darin sind der hl. Florian, der Gekreuzigte, eine Ölberg- und eine Schutzengelszene zu sehen. Auf der flachen Abdeckung befindet sich ein verziertes Metallkreuz. | BDA-Hist.: Q38095576 Status: § 2a Stand der BDA-Liste: 2025-06-30 Name: Bildstock GstNr.: 853/3 |
| ja    | Datei hochladen | Gräberfeld Gemeinlebarn C HERIS-ID: 49690 Objekt-ID: 53690                                                                       | Maria Grund Standort KG: Frauendorf                                           | Vom Gräberfeld Gemeinlebarn C sind unter anderem ein Brandgrab aus der Jungsteinzeit und bronzezeitliche Funde dokumentiert. | BDA-Hist.: Q38035500 Status: Bescheid Stand der BDA-Liste: 2025-06-30 Name: Gräberfeld Gemeinlebarn C GstNr.: 1018 |
| ja    | Datei hochladen | Fundzone Gemeinlebarn Mitte HERIS-ID: 112200 Objekt-ID: 130272                                                                   | bei Maisgasse 27 Standort KG: Gemeinlebarn                                    | In der großflächigen Fundzone Gemeinlebarn Mitte wurden bei Rettungsgrabungen in den 1980er und 1990er Jahren im Ortsbereich innerhalb einer mehrphasigen Siedlung der Urnenfelderkultur fünf Bestattungen aus dem Endneolithikum entdeckt, darunter drei Körpergräber, ein Brandgrab und eine bemerkenswerte Doppelbestattung eines Mannes mit einem Kind. Ihre lose Lage entlang einer geraden Linie wird als Hinweis auf einen früheren Straßenzug gedeutet. | BDA-Hist.: Q37829464 Status: Bescheid Stand der BDA-Liste: 2025-06-30 Name: Fundzone Gemeinlebarn Mitte GstNr.: 205/1, 205/2, 205/7, 205/9, 205/10, 207/1, 207/2                                                                                                  |
| ja    | Datei hochladen | Pranger HERIS-ID: 61360 Objekt-ID: 73773                                                                                         | gegenüber Ortsstraße 17 Standort KG: Gemeinlebarn                             | Der Pranger wird auf die erste Hälfte des 17. Jahrhunderts datiert. Auf einem niedrigen Sockel erhebt sich eine gemauerte Säule mit gekehlten Seiten, Bagstein und Schließeisen. Die Landgerichtsbarkeit, deren Symbol der Pranger ist, wurde in Gemeinlebarn von 1278 bis 1712 ausgeübt. | BDA-Hist.: Q38095621 Status: § 2a Stand der BDA-Liste: 2025-06-30 Name: Pranger GstNr.: 1529/1 |
| ja    | Datei hochladen | Bildstock Marienkreuz HERIS-ID: 61358 Objekt-ID: 73771                                                                           | bei Schulstraße 1 Standort KG: Gemeinlebarn                                   | Der im frühen 20. Jahrhundert (vermutlich 1904) errichtete Bildstock Marienkreuz ist ein kapellenartiger Säulenpfeiler mit Grottennische. In der Nische befindet sich hinter einem schmiedeeisernen Gitter eine Mutter-Gottes-Statue im Fátima-Stil. Das Dach wird von einem Steinkreuz bekrönt. | BDA-Hist.: Q38095609 Status: § 2a Stand der BDA-Liste: 2025-06-30 Name: Bildstock Marienkreuz GstNr.: 1529/3 |
| ja    | Datei hochladen | Bildstock HERIS-ID: 61362 Objekt-ID: 73775                                                                                       | Birngasse 8, östlich von Standort KG: Hilpersdorf                             | | BDA-Hist.: Q38095631 Status: § 2a Stand der BDA-Liste: 2025-06-30 Name: Bildstock GstNr.: 451 |
| ja    | Datei hochladen | Pestkreuz HERIS-ID: 61281 Objekt-ID: 73694                                                                                       | Oberndorfer Straße 31, schräg gegenüber von Standort KG: Oberndorf am Gebirge | | BDA-Hist.: Q38095177 Status: § 2a Stand der BDA-Liste: 2025-06-30 Name: Pestkreuz GstNr.: 124/12 |
| ja    | Datei hochladen | Kapelle HERIS-ID: 61285 Objekt-ID: 73698                                                                                         | neben Oberndorfer Straße 49 Standort KG: Oberndorf am Gebirge                 | | BDA-Hist.: Q38095201 Status: § 2a Stand der BDA-Liste: 2025-06-30 Name: Kapelle GstNr.: .50 |
| ja    | Datei hochladen | Votiv- oder Immaculata-Säule HERIS-ID: 61336 Objekt-ID: 73749                                                                    | Friedhofstraße 21, östlich von Standort KG: Stollhofen                        | Statue der Maria Immaculata auf Wolkensäule über hohem Postament, bezeichnet 1736. | BDA-Hist.: Q38095510 Status: § 2a Stand der BDA-Liste: 2025-06-30 Name: Votiv- oder Immaculata-Säule GstNr.: 2071/2 |
| ja    | Datei hochladen | Römisches Gräberfeld Stollhofen HERIS-ID: 41960 Objekt-ID: 42534                                                                 | Krummgasse Standort KG: Stollhofen                                            | Auf dem römischen Gräberfeld Stollhofen, etwa 800 Meter westlich des Kastells an der Römerstraße gelegen, wurden ab 1925 zahlreiche Gräber der Spätantike gefunden, darunter Urnen-, Steinkisten-, Steinplatten- und Ziegelplattengräber sowie einfache Erdbestattungen. Bis 1995 wurden 382 Bestattungen geborgen, weitere folgten 2009. | BDA-Hist.: Q38002823 Status: Bescheid Stand der BDA-Liste: 2025-06-30 Name: Römisches Gräberfeld Stollhofen GstNr.: 1926/5, 1926/1, 1926/6 |
| ja    | Datei hochladen | Ehem. Pfarrhof mit Wirtschaftsgebäuden, Pfarrheim HERIS-ID: 60039 Objekt-ID: 71848                                               | Pfarrweg 1 Standort KG: Stollhofen                                            | Bestehend aus einem zweigeschoßigen Wohngebäude und einem eingeschoßigen Wirtschaftstrakt. | BDA-Hist.: Q38089829 Status: § 2a Stand der BDA-Liste: 2025-06-30 Name: Ehem. Pfarrhof mit Wirtschaftsgebäuden, Pfarrheim GstNr.: .18, .64 |
| ja    | Datei hochladen | Bildstock, Pestkreuz HERIS-ID: 61345 Objekt-ID: 73758                                                                            | bei Stollhofener Hauptstraße 19 Standort KG: Stollhofen                       | Der Bildpfeiler wurde vermutlich 1713 anlässlich einer Pest errichtet und 1848 mit Hinterglasbildern geschmückt. Die nebenstehende Eiche wurde anlässlich des 60-jährigen Regierungsjubiläums Kaiser Franz Josef I. gepflanzt. | BDA-Hist.: Q38095552 Status: § 2a Stand der BDA-Liste: 2025-06-30 Name: Bildstock, Pestkreuz GstNr.: 1960/5 Pestkreuz, Stollhofen |
| ja    | Datei hochladen | Kath. Pfarrkirche hl. Martin und ehem. Friedhof HERIS-ID: 61334 Objekt-ID: 73747                                                 | neben Stollhofener Hauptstraße 36 Standort KG: Stollhofen                     | Nach der Zerstörung im Jahr 1519 im Zuge der Türkenkriege wurde die Kirche im gotischen Stil neu errichtet. | BDA-Hist.: Q38095499 Status: § 2a Stand der BDA-Liste: 2025-06-30 Name: Kath. Pfarrkirche hl. Martin und ehem. Friedhof GstNr.: .64 Pfarrkirche Stollhofen |
| ja    | Datei hochladen | Sonderschule, ehem. Volksschule HERIS-ID: 61343 Objekt-ID: 73756                                                                 | Stollhofener Hauptstraße 37 Standort KG: Stollhofen                           | Zweigeschoßiger Bau unter Walmdach. 1887 erbaut, seit 1972 als Sonderschule genutzt. | BDA-Hist.: Q38095542 Status: § 2a Stand der BDA-Liste: 2025-06-30 Name: Sonderschule, ehem. Volksschule GstNr.: 1154/1 |
| ja    | Datei hochladen | Figurenbildstock hl. Johannes Nepomuk HERIS-ID: 61337 Objekt-ID: 73750                                                           | Wiener Straße 91, südwestlich von Standort KG: Stollhofen                     | Statue des hl. Johannes Nepomuk von 1731 südlich des Ortes. | BDA-Hist.: Q38095532 Status: § 2a Stand der BDA-Liste: 2025-06-30 Name: Figurenbildstock hl. Johannes Nepomuk GstNr.: 1979/4 |
| ja    | Datei hochladen | Volksschule HERIS-ID: 61297 Objekt-ID: 73710                                                                                     | Alter Schulweg 2 Standort KG: Traismauer                                      | Mächtiger dreiflügeliger zweigeschoßiger Bau mit späthistoristischer Fassade, 1896 erbaut. | BDA-Hist.: Q38095283 Status: § 2a Stand der BDA-Liste: 2025-06-30 Name: Volksschule GstNr.: .275 |
| ja    | Datei hochladen | Mansio im römerzeitlichen Vicus Stollhofen HERIS-ID: 245439seit 2023                                                             | Bäckerkreuzgasse 5, bei Standort KG: Traismauer                               | Römerzeitlicher Fundplatz | BDA-Hist.: Q119231397 Status: Bescheid Stand der BDA-Liste: 2025-06-30 Name: Mansio im römerzeitlichen Vicus Stollhofen GstNr.: 962/5, 952/3 |
| ja    | Datei hochladen | Kapelle HERIS-ID: 61317 Objekt-ID: 73730                                                                                         | bei Bahnhofstraße 2 Standort KG: Traismauer                                   | Eine 1959 errichtete Giebelkapelle mit einer Statuengruppe aus dem Jahr 1809. | BDA-Hist.: Q38095358 Status: § 2a Stand der BDA-Liste: 2025-06-30 Name: Kapelle GstNr.: 1403/1 |
| ja    | Datei hochladen | Ehem. römischer Brunnen HERIS-ID: 61319 Objekt-ID: 73732                                                                         | bei Bahnhofstraße 5 Standort KG: Traismauer                                   | Ehemaliger römischer Brunnen mit Kopie eines römischen Inschriftsteines, 1993 neu eingefasst. | BDA-Hist.: Q38095380 Status: § 2a Stand der BDA-Liste: 2025-06-30 Name: Ehem. römischer Brunnen GstNr.: .100 |
| ja    | Datei hochladen | Römischer vicus Augustiana HERIS-ID: 60344 Objekt-ID: 72557                                                                      | Bahnhofstraße 12 Standort KG: Traismauer                                      | Der Vicus des römischen Auxiliarkastells, bestehend aus einem östlichen und einem südlichen Teil, war eine Siedlung mit kleinstädtischem Charakter, die unter anderem über massive Steinbauten und eine Therme verfügte. Ähnlich wie beim Militärlager selbst sind auch hier mehrere Bauphasen zu unterscheiden. | BDA-Hist.: Q64692067 Status: Bescheid Stand der BDA-Liste: 2025-06-30 Name: Römischer vicus Augustiana GstNr.: 72 |
| ja    | Datei hochladen | Friedhof christlich HERIS-ID: 61324 Objekt-ID: 73737                                                                             | gegenüber Donaustraße 7 Standort KG: Traismauer                               | Nördlich des Stadtzentrums 1783 angelegt, 1884 und 1967 erweitert. | BDA-Hist.: Q38095420 Status: § 2a Stand der BDA-Liste: 2025-06-30 Name: Friedhof christlich GstNr.: 1085/4 |
| ja    | Datei hochladen | Schlossermuseum HERIS-ID: 61256 Objekt-ID: 73668                                                                                 | Florianigasse 9 Standort KG: Traismauer                                       | Das alte Schlosserhaus wurde in den Jahren 1990/91 umfassend restauriert. Seit damals ist es dem Heimatmuseum Traismauer angeschlossen und als Schauobjekt eines alten Gewerbebetriebes öffentlich zugänglich. | BDA-Hist.: Q38095098 Status: § 2a Stand der BDA-Liste: 2025-06-30 Name: Schlossermuseum GstNr.: 2/12 |
| ja    | Datei hochladen | Figurenbildstock hl. Florian HERIS-ID: 61241 Objekt-ID: 73653                                                                    | bei Florianigasse 9 Standort KG: Traismauer                                   | Der Figurenbildstock des heiligen Florian auf einem reich ornamentierten Postament in der gleichnamigen Florianigasse stammt aus dem Jahr 1779. | BDA-Hist.: Q38095034 Status: § 2a Stand der BDA-Liste: 2025-06-30 Name: Figurenbildstock hl. Florian GstNr.: 1402/3 Saint Florian, Traismauer |
| ja    | Datei hochladen | Reck-/Hungerturm, Heimatmuseum HERIS-ID: 35165 Objekt-ID: 33798                                                                  | Florianigasse 13 Standort KG: Traismauer                                      | Der Reck- oder Hungerturm ist ein im Kern spätantiker Hufeisenturm, der im Mittelalter umgestaltet wurde. | BDA-Hist.: Q64692066 Status: Bescheid Stand der BDA-Liste: 2025-06-30 Name: Reck-/Hungerturm/Heimatmuseum GstNr.: 2/12 |
| ja    | Datei hochladen | Grabstein HERIS-ID: 82330 Objekt-ID: 96150                                                                                       | bei Florianigasse 13 Standort KG: Traismauer                                  | | BDA-Hist.: Q38178242 Status: § 2a Stand der BDA-Liste: 2025-06-30 Name: Grabstein GstNr.: 1402/3 |
| ja    | Datei hochladen | Kapelle hl. Johannes Nepomuk HERIS-ID: 61265 Objekt-ID: 73677                                                                    | gegenüber Gartenring 7 Standort KG: Traismauer                                | Die 1867 erbaute Wegkapelle beherbergt eine Statue des hl. Johannes Nepomuk aus dem Jahr 1718. | BDA-Hist.: Q38095108 Status: § 2a Stand der BDA-Liste: 2025-06-30 Name: Kapelle hl. Johannes Nepomuk GstNr.: 1403/9 |
| ja    | Datei hochladen | Figurenbildstock hl. Johannes Nepomuk HERIS-ID: 61243 Objekt-ID: 73655                                                           | bei Hauptplatz 1 Standort KG: Traismauer                                      | Die Statue aus dem ersten Viertel des 18. Jahrhunderts steht auf einem von Akanthusranken überzogenen Postament. | BDA-Hist.: Q38095047 Status: § 2a Stand der BDA-Liste: 2025-06-30 Name: Figurenbildstock hl. Johannes Nepomuk GstNr.: 1403/2 |
| ja    | Datei hochladen | Schloss Traismauer HERIS-ID: 35167 Objekt-ID: 33800                                                                              | Hauptplatz 1 Standort KG: Traismauer                                          | Mächtige, dreiseitige Anlage mit mittelalterlicher Bausubstanz und neuzeitlichen Umbauten. Die drei Flügel sind dreieinhalbgeschoßig mit hohen Schopfwalmdächern. | BDA-Hist.: Q37961974 Status: Bescheid Stand der BDA-Liste: 2025-06-30 Name: Schloss Traismauer GstNr.: 16/1 Schloss Traismauer |
| ja    | Datei hochladen | Bürgerhaus HERIS-ID: 46687 Objekt-ID: 48813                                                                                      | Hauptplatz 4 Standort KG: Traismauer                                          | Barocker Giebelbau aus der ersten Hälfte des 17. Jahrhunderts auf dem Hauptplatz von Traismauer. Das Gebäude gehörte mehr als 120 Jahre der Lebzelterfamilie Mayreder. Später beherbergte es ein Kaffeehaus und ein Warenhaus, heute eine Apotheke. | BDA-Hist.: Q38023073 Status: Bescheid Stand der BDA-Liste: 2025-06-30 Name: Bürgerhaus GstNr.: .18 |
| ja BW | Datei hochladen | Ehem. Gasthof Zum goldenen Kreuz HERIS-ID: 88293 Objekt-ID: 102844                                                               | Hauptplatz 11 Standort KG: Traismauer                                         | Der Bau wurde 2007 unter Denkmalschutz gestellt, wegen der im zweigeschoßigen Kernbau weitgehend original erhaltenen Mauersubstanz aus dem 16. Jahrhundert. Das Denkmalamt hielt es für möglich, dass unter der Oberfläche historische Steinmetzarbeiten und Wandmalereien vorhanden sein könnten. Im Juli 2015 wurden jedoch im Zuge von Abbrucharbeiten Teile des denkmalgeschützten Kerngebäudes zum Einsturz gebracht. | BDA-Hist.: Q37724837 Status: Bescheid Stand der BDA-Liste: 2025-06-30 Name: Ehem. Gasthof Zum goldenen Kreuz GstNr.: .46/1 |
| ja    | Datei hochladen | Bildstock, Weickmann-Kreuz HERIS-ID: 61321 Objekt-ID: 73734                                                                      | bei Herzogenburger Straße 38 Standort KG: Traismauer                          | Schlanker Pfeilerbildstock auf hohem Sockel, 17. Jahrhundert | BDA-Hist.: Q38095397 Status: § 2a Stand der BDA-Liste: 2025-06-30 Name: Bildstock, Weickmann-Kreuz GstNr.: 1355/12 |
| ja    | Datei hochladen | Kath. Pfarrkirche hl. Rupert HERIS-ID: 50729 Objekt-ID: 55983                                                                    | bei Kirchenplatz 1 Standort KG: Traismauer                                    | Im Kern romanische Saalkirche, ab dem 13. Jahrhundert mehrfach umgebaut und erweitert. 1975 wurden unter der Pfarrkirche Teile einer römerzeitlichen Principia freigelegt, und unterhalb des Chors befindet sich eine mittelalterliche Krypta. | BDA-Hist.: Q38041866 Status: § 2a Stand der BDA-Liste: 2025-06-30 Name: Kath. Pfarrkirche hl. Rupert GstNr.: .9 Pfarrkirche St. Rupert, Traismauer |
| ja    | Datei hochladen | Pfarrhof, Gartenpavillon und Wehrmauer HERIS-ID: 35166 Objekt-ID: 33799                                                          | Kirchenplatz 1 Standort KG: Traismauer                                        | Barockes Gebäude, 1725–1727 unter Pfarrer Jakob Josef Erlicher errichtet und später wiederholt renoviert. | BDA-Hist.: Q37961944 Status: § 2a Stand der BDA-Liste: 2025-06-30 Name: Pfarrhof, Gartenpavillon und Wehrmauer GstNr.: .8, 32 |
| ja    | Datei hochladen | Römisches Auxiliarkastell Augustiana HERIS-ID: 60346 Objekt-ID: 72561                                                            | Ortsried Standort KG: Traismauer                                              | Das römische Kastell auf dem Gebiet der heutigen Stadt Traismauer bestand vom 1. bis zum 5. Jahrhundert nach Christus, wobei mehrere Bauphasen nachweisbar sein: eine Holz/Erde-Periode und zwei Steinperioden. Im späten 4. oder frühen 5. Jahrhundert brannte das Lager fast vollständig ab und wurde im Hinblick auf die militärische Nutzung aufgegeben. Bedingt durch mittelalterliche und spätere Überbauungen ist die römische Anlage nur noch zum Teil rekonstruierbar.                                                                                         | BDA-Hist.: Q64692068 Status: Bescheid Stand der BDA-Liste: 2025-06-30 Name: Römisches Auxiliarkastell Augustiana GstNr.: .6, 2/4, .31, 2/6, 2/7, .14/1, 1/23, 2/1, .1/1, .1/2, 32, .8, 2/5, 28, .14/2                                                             |
| ja    | Datei hochladen | Bergkapelle HERIS-ID: 61284 Objekt-ID: 73697                                                                                     | Standort KG: Traismauer                                                       | Die Bergkapelle wird auf die zweite Hälfte des 18. Jahrhunderts datiert. Innen befindet sich ein Altar, darauf ein großes Holzkreuz mit mächtigem Korpus. | BDA-Hist.: Q38095188 Status: § 2a Stand der BDA-Liste: 2025-06-30 Name: Bergkapelle GstNr.: 407 Bergkapelle (Traismauer) |
| ja    | Datei hochladen | Elektrizitäts-Werk der Stahlwarenfabrik Martin Miller & Sohn HERIS-ID: 61266 Objekt-ID: 73678                                    | Venusberger Straße 14 Standort KG: Traismauer                                 | An der Stelle des Kraftwerks bestand ab dem 15. Jahrhundert eine Mühle, die nach einem Brand 1883 als Kunstmühle wiederaufgebaut wurde. 1904 wurde sie von der Stahlwarenfabrik Martin Miller erworben und bis 1905 zum Elektrizitätswerk umgebaut. Dieses versorgte Traismauer bis 1951 mit Strom, später war eine Tischlerei des Unternehmens im Bau untergebracht. | BDA-Hist.: Q38095119 Status: Bescheid Stand der BDA-Liste: 2025-06-30 Name: Elektrizitäts-Werk der Stahlwarenfabrik Martin Miller & Sohn GstNr.: .133 |
| ja    | Datei hochladen | Pestkapelle HERIS-ID: 61279 Objekt-ID: 73692                                                                                     | gegenüber Venusberger Straße 36 Standort KG: Traismauer                       | Die Giebelkapelle an der Abzweigung Venusbergerstraße-Tobel in Traismauer wurde vermutlich 1713 erbaut. In ihr befinden sich Statuen der Heiligen Sebastian und Johannes Nepomuk aus der ersten Hälfte des 18. Jahrhunderts. | BDA-Hist.: Q38095154 Status: § 2a Stand der BDA-Liste: 2025-06-30 Name: Pestkapelle GstNr.: 1403/4 Pestkapelle Traismauer |
| ja    | Datei hochladen | Bürgerhaus HERIS-ID: 56959seit 2025                                                                                              | Wiener Straße 5 Standort KG: Traismauer                                       | | BDA-Hist.: Q135167719 Status: Bescheid Stand der BDA-Liste: 2025-06-30 Name: Bürgerhaus GstNr.: .31 |
| ja    | Datei hochladen | Rathaus/Gemeindeamt HERIS-ID: 61244 Objekt-ID: 73656                                                                             | Wiener Straße 7 Standort KG: Traismauer                                       | Das alte Rathaus weist einen gotischen Baukern aus dem Ende des 15. Jahrhunderts auf. Ab 1553 war hier der Sitz des Gerichtes und Rates von Traismauer, heute beherbergt das Gebäude unter anderem das Bauamt. | BDA-Hist.: Q38095061 Status: § 2a Stand der BDA-Liste: 2025-06-30 Name: Rathaus/Gemeindeamt GstNr.: .30 |
| ja    | Datei hochladen | Stadtamt, ehem. Schule HERIS-ID: 61293 Objekt-ID: 73706                                                                          | Wiener Straße 8 Standort KG: Traismauer                                       | Das Gebäude steht seit 1829 an der Stelle der ersten, 1555 erbauten Schule und fungierte bis 1896 als Volksschule. Seit 1982 beherbergt es die Amtsräume der Stadtverwaltung. | BDA-Hist.: Q38095248 Status: § 2a Stand der BDA-Liste: 2025-06-30 Name: Stadtamt, ehem. Schule GstNr.: .27 |
| ja    | Datei hochladen | Bürgerhaus, ehem. Posthaus HERIS-ID: 35168 Objekt-ID: 33801                                                                      | Wiener Straße 10 Standort KG: Traismauer                                      | Die Bausubstanz der ehemaligen Fahrpoststation stammt aus dem 16. Jahrhundert. Unter dem Namen „Schwarzer Adler“ war das Gebäude früher der größte Gasthof des Marktes; heute ist es ein Wohn- und Geschäftshaus. | BDA-Hist.: Q37961990 Status: Bescheid Stand der BDA-Liste: 2025-06-30 Name: Bürgerhaus, ehem. Posthaus GstNr.: .7 |
| ja    | Datei hochladen | Bürgerhaus, Gasthaus Zum Schwan HERIS-ID: 35169 Objekt-ID: 33802                                                                 | Wiener Straße 12 Standort KG: Traismauer                                      | Ursprünglich gotisches Gebäude, später im Stil der Renaissance umgebaut. Wird bereits seit dem 18. Jahrhundert als Gasthof betrieben. | BDA-Hist.: Q37962005 Status: Bescheid Stand der BDA-Liste: 2025-06-30 Name: Bürgerhaus, Gasthaus Zum Schwan GstNr.: .4 Gasthaus Zum Schwan, Traismauer |
| ja    | Datei hochladen | Römisches Auxiliarkastell Augustiana, Zentralbereich, Innenverbauung und Wehranlagen HERIS-ID: 112835 Objekt-ID: 131057seit 2017 | Standort KG: Traismauer                                                       | Der innere Bereich des Kastells wurde ab dem Mittelalter vollständig überbaut, so dass nur kleinflächige Untersuchungen möglich sind, zum Beispiel im Zuge von Bauarbeiten. Die ältesten Funde werden einer Kaserne der Holz-Erde-Periode zugeordnet. Zu den weiteren Funden zählen unter anderem Pfeilerstümpfe der Halle eines größeren Gebäudes und eine Panzerstatue. Die Reste eines Kellerraums für die Aufbewahrung der Truppenkasse (aerarium) wurden im Mittelalter zu einer Grabkammer umgebaut. Einige Bereiche wurden für Interessierte zugänglich gemacht. | BDA-Hist.: Q64692070 Status: Bescheid Stand der BDA-Liste: 2025-06-30 Name: Römisches Auxiliarkastell Augustiana, Zentralbereich, Innenverbauung und Wehranlagen GstNr.: .9, 1402/1, 1402/2, 1402/3, 1402/4, 1402/5, 1402/6, 1402/7, 1454, .5                     |
| ja    | Datei hochladen | Römertor, Wienertor, mittelalterliche Überbauung HERIS-ID: 78658 Objekt-ID: 92322                                                | Wiener Straße 16 Standort KG: Traismauer                                      | Das Wiener- oder Römertor stammt in seiner heutigen Form aus dem 16. oder 17. Jahrhundert. Bis in das zweite Obergeschoß sind noch Reste des spätantiken Osttores erhalten. Der mittelalterliche Torturm in der Mitte wird von zwei etwas niedrigeren Hufeisentürmen flankiert. | BDA-Hist.: Q64692069 Status: § 2a Stand der BDA-Liste: 2025-06-30 Name: Römertor, Wienertor, mittelalterliche Überbauung GstNr.: .1/1, .1/2 Römertor, Wiener Tor, Traismauer                                                                                      |
| ja    | Datei hochladen | Bürgerhaus HERIS-ID: 35171 Objekt-ID: 33804                                                                                      | Wiener Straße 17 Standort KG: Traismauer                                      | Dreiflügelige spätmittelalterlich-frühneuzeitliche Anlage mit historistischer Fassade aus dem 19. Jahrhundert | BDA-Hist.: Q37962021 Status: Bescheid Stand der BDA-Liste: 2025-06-30 Name: Bürgerhaus GstNr.: .63 |
| ja    | Datei hochladen | Bäckerkreuz HERIS-ID: 61322 Objekt-ID: 73735                                                                                     | südlich Wiener Straße 63 Standort KG: Traismauer                              | Das Kreuz am östlichen Ende der Stadt Traismauer wurde im Jahr 1674 von dem Bäckermeister Andreas Grasl und seiner Frau Eva gestiftet. | BDA-Hist.: Q38095408 Status: § 2a Stand der BDA-Liste: 2025-06-30 Name: Bäckerkreuz GstNr.: 962/4 |
| ja    | Datei hochladen | Befestigungsanlage, Mauer mit Wehrgraben (öffentlich) HERIS-ID: 61333 Objekt-ID: 73746                                           | Standort KG: Traismauer                                                       | Die Umfassungsmauer wurde im 14. und 15. Jahrhundert über Resten der römischen Mauern errichtet. Ende des 18. Jahrhunderts teilweises Aufschütten des Wassergrabens und Gartenparzellierung. Im Südwesten der Stadt Fundamentbereich erhalten, darüber Schießschartenstein in 1979 neu errichteter Ziegelmauer. | BDA-Hist.: Q38095489 Status: § 2a Stand der BDA-Liste: 2025-06-30 Name: Befestigungsanlage, Mauer mit Wehrgraben (öffentlich) GstNr.: 1402/4, 1411/2, 1/5, 1/6, 1/8, 1/9, 2/9, 1/22, 2/10, 2/2, 3, 2/8, 2/4, 1/16, 1/11, 1/21, 2/6, 2/3, 2/7, 2/12, .273, 32, 2/5 |
| ja    | Datei hochladen | Kulturhaus Leopold Figl HERIS-ID: 61363 Objekt-ID: 73776                                                                         | Bäckergasse 2 Standort KG: Wagram an der Traisen                              | Zweigeschoßiges Wohngebäude mit Schopfwalmdach, bildete früher mit den lang gestreckten Wirtschaftstrakten die weitläufige Anlage des zum Schloss gehörenden Meierhofes. | BDA-Hist.: Q38095641 Status: § 2a Stand der BDA-Liste: 2025-06-30 Name: Kulturhaus Leopold Figl GstNr.: .66/1 |
| ja    | Datei hochladen | Ortskapelle Zur Unbefleckten Empfängnis HERIS-ID: 35221 Objekt-ID: 33878                                                         | Wagramer Straße 1 Standort KG: Wagram an der Traisen                          | Die Ortskapelle von Wagram ob der Traisen ist ein neubarocker Steinbau aus dem Jahr 1857, der eine ältere hölzerne Kapelle ersetzte. Sie ist der Unbefleckten Empfängnis Marias geweiht. | BDA-Hist.: Q37962156 Status: § 2a Stand der BDA-Liste: 2025-06-30 Name: Ortskapelle Zur Unbefleckten Empfängnis GstNr.: .57 Ortskapelle Wagram ob der Traisen |
| ja    | Datei hochladen | Figurenbildstock hl. Johannes Nepomuk HERIS-ID: 61384 Objekt-ID: 73797                                                           | neben Wagramer Straße 11 Standort KG: Wagram an der Traisen                   | Statue des hl. Johannes Nepomuk aus dem 18. Jahrhundert, steht gegenüber dem Schloss. | BDA-Hist.: Q38095718 Status: § 2a Stand der BDA-Liste: 2025-06-30 Name: Figurenbildstock hl. Johannes Nepomuk GstNr.: 2432/1 Nepomukstatue Wagramerstraße Wagram ob der Traisen                                                                                   |
| ja    | Datei hochladen | Schloss Wagram/Freisinger Hof mit Pförtnerhaus, Einfriedungsmauer und. hl. Nepomuk HERIS-ID: 35222 Objekt-ID: 33879              | Wagramer Straße 22 Standort KG: Wagram an der Traisen                         | Schlichter zweiflügeliger barocker Schlossbau, im Kern aus dem 16. Jahrhundert. Garten mit kleiner Statue des hl. Johannes Nepomuk, zur Straße hin von hoher Portalmauer abgeschlossen. | BDA-Hist.: Q37962172 Status: Bescheid Stand der BDA-Liste: 2025-06-30 Name: Schloss Wagram/Freisinger Hof mit Pförtnerhaus, Einfriedungsmauer und. hl. Nepomuk GstNr.: .8/1, .8/2 Schloss Wagram                                                                  |
| ja    | Datei hochladen | Kapelle HERIS-ID: 61385 Objekt-ID: 73798                                                                                         | bei Wagramer Straße 36 Standort KG: Wagram an der Traisen                     | Giebelkapelle mit schmiedeeiserner Spindelrose und Kreuz am südlichen Ortsrand, 18. Jahrhundert. | BDA-Hist.: Q38095732 Status: § 2a Stand der BDA-Liste: 2025-06-30 Name: Kapelle GstNr.: 2433/1 Wegkapelle Wagram ob der Traisen |
| ja    | Datei hochladen | Großer Judenweg-Bildstock HERIS-ID: 61386 Objekt-ID: 73799                                                                       | Wachaustraße 46, nordwestlich von Standort KG: Wagram an der Traisen          | Der Große Judenweg-Bildstock am nördlichen Ende des Ortsgebiets von Wagram ob der Traisen wurde 1758 erbaut. An einer steilen Böschung stehend, musste er im Jahr 2003 neu errichtet werden. | BDA-Hist.: Q38095745 Status: § 2a Stand der BDA-Liste: 2025-06-30 Name: Großer Judenweg-Bildstock GstNr.: 1310 |
| ja    | Datei hochladen | Bildstock HERIS-ID: 61280 Objekt-ID: 73693                                                                                       | bei Oberndorfer Straße 1 Standort KG: Waldletzberg                            | Der Breitpfeilerbildstock wurde im 17. Jahrhundert im Gedenken an das Judenpogrom Mitte des 14. Jahrhunderts errichtet. Das Blechbild Krönung Mariae von Helma Steurer wurde 1977/79 anlässlich einer Versetzung des Bildstocks hinzugefügt. | BDA-Hist.: Q38095165 Status: § 2a Stand der BDA-Liste: 2025-06-30 Name: Bildstock GstNr.: 884/3 |

## Ehemalige Denkmäler
| Foto |                 | Denkmal                                            | Standort                               | Beschreibung | Metadaten |
| ---- | --------------- | -------------------------------------------------- | -------------------------------------- | --- | --- |
| ja   | Datei hochladen | Gräberfeld Gemeinlebarn A Objekt-ID: 91756bis 2016 | Obergrißfeld Standort KG: Gemeinlebarn | Auf dem Gräberfeld Gemeinlebarn A, einem Friedhof aus der frühen Bronzezeit, konnten bei Grabungen ab 1885 etwa 270 Hockerbestattungen dokumentiert werden. | BDA-Hist.: Q106685908 Status: Bescheid Stand der BDA-Liste: 2016-06-21 Name: Gräberfeld Gemeinlebarn A GstNr.: 1924/1 |